# Вашкауци (Сучава)
Вашкауци (рум. Vășcăuți) насеље је у Румунији у округу Сучава у општини Мушеница. Oпштина се налази на надморској висини од 336 m.

## Становништво
Према подацима из 2002. године у насељу је живело 661 становника.

### Попис2002.
| Расподела становништва по националности 2002.‍ | Расподела становништва по националности 2002.‍ | Расподела становништва по националности 2002.‍ | Расподела становништва по националности 2002.‍ | Расподела становништва по националности 2002.‍ |
| --------------------------------------------- | --------------------------------------------- | --------------------------------------------- | --------------------------------------------- | --------------------------------------------- |
|                                               |                                               |                                               |                                               |                                               |
| Румуни                                        | Румуни                                        |                                               | 454                                           | 69,1%                                         |
| Украјинци                                     | Украјинци                                     |                                               | 190                                           | 28,9%                                         |
| Пољаци                                        | Пољаци                                        |                                               | 13                                            | 2,0%                                          |